# Cercophora samala
Cercophora samala är en svampart som beskrevs av Udagawa & T. Muroi 1979. Cercophora samala ingår i släktet Cercophora och familjen Lasiosphaeriaceae.   Inga underarter finns listade i Catalogue of Life.